# Mögöl (Dalhems socken, Småland)
Mögöl är en sjö i Västerviks kommun i Småland och ingår i Motala ströms huvudavrinningsområde.